# Monthly A Music
『Monthly A Music』（マンスリー・エー・ミュージック）は、関西のAMラジオ局のうち、和歌山放送（WBS）を除く5局（ラジオ関西、ABCラジオ、KBS京都、MBSラジオ、ラジオ大阪）が、一丸となって、毎月一つの楽曲を選曲し、1か月間通じてプッシュして行こうという企画である。簡単に言うと、FM局がよく行っているヘヴィー・ローテーションやパワープレイを、関西のAMラジオ5局共同で行っているようなものである。

## 概要
この企画は、2000年1月度からスタートし、開始当時は、このような企画は日本で初めての試みだった。名前は、関西の「えぇ」ミュージック（関西方言で「良い」の意）を紹介していこうという意味からつけられた。各放送局に担当者（局所属ではない人も担当、例としてMBSラジオでは2019年6月時点ではDJのU.K.が担当）がいる。

## 企画に参加しているラジオ局
- ラジオ関西（神戸 - JOCR 558kHz / 豊岡 - JOCE 1395kHz）
- ABCラジオ（AM - JONR 1008kHz / FM - 93.3MHz）
- KBS京都（京都 - JOBR 1143kHz / 舞鶴・滋賀 - JOBO・JOBW 1215kHz / 福知山 - JOBE 1485kHz）
- MBSラジオ（AM - JOOR 1179kHz / FM - 90.6MHz）
- ラジオ大阪（AM - JOUF 1314kHz / FM - 91.9MHz）

前述の通り、wbs和歌山放送は参加していないが、どういう理由から参加していないのかは明確ではない。

## 「Monthly A Music」の楽曲を放送する番組（2015年4月時点）
- ラジオ関西：『ばんばひろふみ!ラジオ・DE・しょー!』『CRK Music H.e.a.d.s』（他に毎月1回『角座演芸アワー』がある週の木曜にも単独番組で放送された）『木村三恵のアイドルパラダイス』(ナイター中継休止の場合　20:00前後)
- ABCラジオ：『9〜ジックナイト!』『堀江政生のほりナビ!!』（以上は基本としてナイターオフ期間のみ）『南山千恵美のMusic Smile』
- KBS京都ラジオ：『伊舞なおみのみんながメダリスト』
- MBSラジオ：『MBSうたぐみ Smile×Songs』（2014年3月26日の番組終了まで）
- ラジオ大阪：『高岡美樹のべっぴんラジオ』『スパメン!』

## これまでの選曲

### 2000年（平成12年）
- 1月「パーフェクト・サークル」／鈴木朋
- 2月「ZERO and INFINITE」／Shame
- 3月「COMMUNICATION BREAKEDANCE」／SUPER BUTTER DOG
- 4月「Ride on shooting star」／the pillows
- 5月「太陽の花びら」／井手麻理子
- 6月「BLUE」／the Indigo
- 7月「水の中の小さな太陽」／THE TRANSFORMER
- 8月「あ〜よかった (setagaya－mix) 」／花*花
- 9月「ジェットにんぢん」／GO!GO!7188
- 10月「秋茜」／mawari
- 11月「SUNDAY BEST」／YOUNG PUNCH
- 12月「eternal snow」／Skoop On Somebody

### 2001年（平成13年）
- 1月「マーガレット」／hiro:n
- 2月「GOOD DAYS」／ZONE
- 3月「YELL～エール～」／コブクロ
- 4月「Hey Girl」／FANTA ZERO COASTER
- 5月「easy game」／the★tambourines
- 6月「nowhere man」／The Kaleidoscope
- 7月「Amazing Kiss」／BoA
- 8月「進行形」／HEADS
- 9月「センチメント・エキスプレス」／GOING UNDER GROUND
- 10月「僕の行方」／キンモクセイ
- 11月「青い青いこの地球に」／上原あずみ
- 12月「どんまいどんまい」／素一

### 2002年（平成14年）
- 1月「アプリシエ」／Loud-03
- 2月「ルーズリーフ」／P.I.MONSTER
- 3月「Spring Springer ～春に跳ぶ人～」／堂島孝平
- 4月「幼なじみ」／Sound Schedule
- 5月「空想ゲーム」／エスカーゴ
- 6月「LOST Generation」／YeLLOW Generation
- 7月「ヒカリヘ」／ザ・ベイビースターズ
- 8月「蜜蜂」／flex life
- 9月「ピンクのボトル」／WHiTE
- 10月「Stay With You」／星村麻衣
- 11月「夜空へと」／MILKRUN
- 12月「snow love song」／Sunny Side Up

### 2003年（平成15年）
- 1月「ake-kaze」／林明日香
- 2月「隣の部屋」／柴田淳
- 3月「ヤングジェネレーション」／JUICE
- 4月「りんご」／Pigeon's Milk
- 5月「ハルモニア」／RYTHEM
- 6月「Rain」／EMYLI
- 7月「ナナコロビ」／three NATION
- 8月「HANABI～8月の日～」／未来-MIKU-
- 9月「Luvly,Merry-Go-Round」／ピポ・エンジェルズ
- 10月「君という花」／ASIAN KUNG-FU GENERATION
- 11月「かわれないので」／平川地一丁目
- 12月「MIRAI」／BOYSTYLE

### 2004年（平成16年）
- 1月「夢と希望」／Bean Bag
- 2月「ベターBetter」／Sign
- 3月「昨日の虹」／#18
- 4月「疾風怒濤」／CANCION
- 5月「プラネットホーム」／THE BOOGIE JACK
- 6月「100 MAGIC WORDS」／杏さゆり
- 7月「ガンバレって歌」／OUTSIDE SIGNAL
- 8月「青春キネマ」／CHABA
- 9月「その先に霞んでいる」／サザーランド
- 10月「赤黄色の金木犀」／フジファブリック
- 11月「アイコトバ」／HOME MADE 家族
- 12月「冬色ガール」／スムルース

### 2005年（平成17年）
- 1月「雪」／THC!!
- 2月「Listen to my heart」／Chicago Poodle
- 3月「大切な思い出」／えちうら
- 4月「君の声」／アンダーグラフ
- 5月「大切な人」／植村花菜
- 6月「ほうき星」／ユンナ
- 7月「心のルーペ」／湘南探偵団
- 8月「やさしい花」／奥華子
- 9月「アウトサイド」／倭製ジェロニモ&ラブゲリラエクスペリエンス
- 10月「ココロアンテナ」／少年カミカゼ
- 11月「ハナノユメ」／チャットモンチー
- 12月「Oh My Darlin'」／中ノ森BAND

### 2006年（平成18年）
- 1月「Start End」／デリカテッセン
- 2月「I believe」／絢香 ayaka
- 3月「MUSIC」／リナ・パーク
- 4月「GREAT GREEN」／UNDER THE COUNTER
- 5月「恋の片道切符」／FUNKY MONKEY BABYS
- 6月「Ring your bell」／SPLAY
- 7月「リズム」／Fonogenico
- 8月「Hello Friend」／松千
- 9月「誰も知らない歌」／theSoul
- 10月「君がいるから」／SunSet Swish
- 11月「シンクロ」／秦基博
- 12月「心のリズム飛び散るバタフライ」／doa

### 2007年（平成19年）
- 1月「道」／GReeeeN
- 2月「おまえやから」／Rhymescientist
- 3月「友へ」／SKUNK SHOT BOOSTER
- 4月「ハロー・ハロー」／Superfly
- 5月「内秘心書」／ONE OK ROCK
- 6月「CHERISH」／AZU
- 7月「Everyday」／SONOMI
- 8月「夏恋想」／KEY GOT CREW
- 9月「恋、花火」／奥村初音
- 10月「Feel Funk More」／コダマセントラルステーション
- 11月「Hana」／光岡昌美
- 12月「Heavenly Days」／新垣結衣

### 2008年（平成20年）
- 1月「帰り道にて」／磯貝サイモン
- 2月「風になって」／オトナモード
- 3月「春風LOVER SONG」／CHERRYBLOSSOM
- 4月「CHANGE」／福原美穂
- 5月「雨傘物語」／森翼
- 6月「キズナ」／Hi-Fi CAMP
- 7月「CHU-BURA」／KELUN
- 8月「This world is yours」／プリングミン
- 9月「キミに歌ったラブソング」／Lil'B
- 10月「DOLL」／SCANDAL
- 11月「ヒトヒラのハナビラ」／ステレオポニー
- 12月「KISS〜恋におちて...冬〜」／MAY'S

### 2009年（平成21年）
- 1月「LAST SNOW」／松下優也
- 2月「ゆめの在りか」／のあのわ
- 3月「春春春」／PENGIN
- 4月「誰カノタメニ」／城南海
- 7月「金魚のうた」／さぁさ
- 8月「オレンジDays」／SQUAREHOOD
- 9月「Destination」／Sunya
- 10月「ストーリー」／さかいゆう
- 11月「Why…」／DOMINO
- 12月「light prayer」／school food punishment

### 2010年（平成22年）
- 1月「ラブレターのかわりにこの詩を。」／星羅
- 2月「プラネタリウム」／LOVE LOVE LOVE
- 3月「再恋STORY」／風流〜fool you
- 4月「『リアルでごめん・・・』」／近藤夏子
- 5月「タカラモノ〜この声がなくなるまで〜」／ナオト・インティライミ
- 6月「思想電車」／チュール
- 7月「素晴らしき日常」／高橋優
- 8月「今夜はMAGIC BOX」／MAGIC PARTY
- 9月「ループ」／ねごと
- 10月「ベイビー・アイラブユー」／TEE
- 11月「天使と悪魔」／世界の終わり
- 12月「春夏秋冬」／NIKIIE

### 2011年（平成23年）
- 1月「チャイム〜俺たちの絆〜」／Jam9
- 2月「いくたびの櫻」／ふくい舞
- 3月「いつだって。」／ダイスケ
- 4月「Stand by you」／Heavenstamp
- 5月「For The Future」／平井大
- 6月「羽根」／ハナエ
- 7月「絶滅黒髪少女」／NMB48
- 8月「PLANET MAGIC」／N'夙川BOYS
- 9月「Myself」／アリル
- 10月「Bird」／指田郁也
- 11月「バイバイ」／7!!
- 12月 なし

### 2012年（平成24年）
- 1月「Never let you go〜死んでも離さない〜」／2AM
- 2月「サブリナ」／家入レオ
- 3月「月夜のnet」／ecosystem
- 4月「春うららか」／信政誠
- 5月 なし
- 6月「えれぴょん」／小野恵令奈
- 7月「You Topia」／PAGE
- 8月「王様のミサイル」／カミナリグモ
- 9月「あんた」／ティーナ・カリーナ
- 10月「パープルスカイ」／蜜
- 11月「100年初恋」／シクラメン
- 12月「テテ」／近藤晃央

### 2013年（平成25年）
- 1月「人生わははっ!」／風男塾
- 2月「RanTiKi」／雪乃
- 3月「フィーバー」／パスピエ
- 4月「走り出す」／Rails-Tereo
- 5月「赤い靴」／Salley
- 6月「手をつなごう」／私立恵比寿中学
- 7月「夏海」／山崎あおい
- 8月「夏の夜」／片平里菜
- 9月「友達のフリ」／ケラケラ
- 10月「わたしのノスタルジア」／南壽あさ子
- 11月「マネキン」／ハルカトミユキ
- 12月「白雪姫」／Flower

### 2014年（平成26年）
- 1月「カス」／泉沙世子
- 2月「My VOICE」／ファンキー加藤
- 3月「東京」／wacci
- 4月「パラレルスペック」／ゲスの極み乙女。
- 5月「Diamond days〜ココロノツバサ〜」／上野優華
- 6月「頑張ったっていいんじゃない」／大原櫻子(from MUSH&Co)
- 7月「通り雨」／ボールズ
- 8月「彼に守ってほしい10のこと」／植田真梨恵
- 9月「オドループ」／フレデリック
- 10月「一生懸命はやめられない」／ワタナベフラワー
- 11月「誰かのサンタクロース」／TWIN CROSS
- 12月「恋い雪」／Silent Siren

### 2015年（平成27年）
- 1月「もっと光を」／BLUE ENCOUNT
- 2月「幸せの種」／澤田かおり
- 3月「君は僕のもの」／畑田紗李
- 4月「前髪切りすぎた」／三戸なつめ
- 5月「心理の森」／シンリズム
- 6月「サマータイムラブ」／Shiggy Jr.
- 7月「Dan Dan Dan」／コアラモード.
- 8月「夏の罪」／花岡なつみ
- 9月「ラリラリラ」／がんばれ!Victory
- 10月「JUMP AROUND ∞」／DOBERMAN INFINITY
- 11月「君はファンタジー」／サンドクロック
- 12月「sub／objective」／ぼくのりりっくのぼうよみ

### 2016年（平成28年）
- 1月「YAMABIKO」／NakamuraEmi
- 2月「薄紅」／LACCO TOWER
- 3月「MONSTER WORLD」／HOWL BE QUIET
- 4月「フライサイト」／ココロオークション
- 5月「ひずみ」／HARUHI
- 6月「人として」／SUPER BEAVER
- 7月「青春のすべて」／Shout it Out
- 8月「仮面ミーハー女子」／ЯeaL
- 9月「Eye to Eye」／ベリーグッドマン
- 10月「アイオライト」／澤田かおり
- 11月「Flower」／Lenny code fiction
- 12月「お風呂にいれよう」／ワタナベフラワー

### 2017年（平成29年）
- 1月「革命のマスク」／魔法少女になり隊
- 2月「初恋サンライズ」／つばきファクトリー
- 3月「I HAVE A DREAM」／馬場俊英
- 4月「faithlessness」／Maison book girl
- 5月「ドリーミージャーニー」／the peggies
- 6月「On my way」／I Don't Like Mondays.
- 7月「猛暑です-e.p ver-」／ヒグチアイ
- 8月「SSW」／コレサワ
- 9月「解放区への旅」／黒木渚
- 10月「視界良好」／スカート
- 11月「赫色-akairo-」／CIVILIAN
- 12月「ぼーいふれんど」／グッバイフジヤマ

### 2018年（平成30年）
- 1月「天使と悪魔の歌」／Swimy
- 2月「きっと愛は不公平」／松室政哉
- 3月「ワタシフルデイズ」／クアイフ
- 4月「鯛獲る」／オメでたい頭でなにより
- 5月「BORN TO BE IDOL」／バンドじゃないもん!
- 6月「START LINE〜時の轍〜」／植田圭輔
- 7月「It's all in the game」／Qyoto
- 8月「ALRIGHT」／竹内アンナ
- 9月「フェイトンに告ぐ」／嘘とカメレオン
- 10月「Stand By You」／Official髭男dism
- 11月「Silver Shoes」／Rei
- 12月「生きて行く」／Hump Back

### 2019年（平成31年→令和元年）
- 1月「羅針鳥」／Kitri
- 2月「風を待つ」／STU48
- 3月「さらば友よ」／DREAM MAKER
- 4月「イチリンソウ」／山本彩
- 5月「Innocent Rain」／村松徳一
- 6月「Frozen」／FOMARE
- 7月「Hey girl!!!!」／有華
- 8月「us」／milet
- 9月「ダイヤモンド」／kobore
- 10月「FRASH」／Lucky Kilimanjaro
- 11月「SPOTLIGHT」／eill
- 12月「Stay With Me」／Seven Billion Dots

### 2020年（令和2年）
- 1月「Party All Night」／FAITH
- 2月「ユースレスマシーン」／ハンブレッダーズ
- 3月「Nights（feat.∅ZI & eill）」／さなり
- 4月「矜羯羅がる」／yonawo
- 5月「抱き寄せ 高まる 君の体温と共に」／WANDS
- 6月「素敵な人よ」／海蔵亮太
- 7月「パレード」／ MORISAKI WIN
- 8月「Last Magic」／ Attractions
- 9月「君はロボット」／ 大橋ちっぽけ
- 10月「Superme」／やましたりな
- 11月「オフィシャル・スポンサー」／ニガミ17才
- 12月「偏見じゃん」／Non Stop Rabbit

### 2021年（令和3年）
- 1月「midnight dancing」／クボタカイ
- 2月「在る日々」／hakubi
- 3月「未来永劫」／神はサイコロを振らない
- 4月「ベビースモーク」／にしな
- 5月「Here」／Homecomings
- 6月「Balmy Life」／Kroi
- 7月「波乗りmammy.」／peanut butters
- 8月「化かし愛のうた」／MOSHIMO
- 9月「ガマズミ」／オレンジスパイニクラブ
- 10月「嘘つき」／あたらよ
- 11月「大丈夫」／ハナフサマユ
- 12月「Yona Yona Journey」／TAKU INOUE&Mori Calliope

### 2022年（令和4年）
- 1月「白馬の王子と薔薇色の私」／花耶
- 2月「望み」／odol
- 3月「MIU」／中村佳穂
- 4月「破片」／Ayumu Imazu
- 5月「じゃあね、またね。」／りりあ。
- 6月「未来時代」／Mega Shinnosuke
- 7月「MUSICA」／BREIMEN
- 8月「かくれん坊」／黒子首
- 9月「ムーヴ」／青い
- 10月「mid-20s」／ゆいにしお
- 11月「Upon You」／Bialystocks
- 12月「ボーイフレンド」／東京初期衝動

### 2023年（令和5年）
- 1月「tear」／reGretGirl
- 2月「紡ぐ」／とた
- 3月「サンデリア」／Lay
- 4月「いいんじゃない」／Misaki
- 5月「コイビトミマン」／TENSONG
- 6月「たいしたもんだよ」／森大翔
- 7月「SENA」／Haruy
- 8月「バケーションに沿って」／Helsinki Lambda Club
- 9月「Sugary」／HALLEY
- 10月「君が生きる理由」／少年キッズボウイ
- 11月「Fancy」／Maverick Mom
- 12月「Memory」／クジラ夜の街

### 2024年（令和6年）
- 1月「TOMODACHI」／レトロリロン
- 2月「惑星」／a子
- 3月「ベランダfeat.戦慄かなの」／ヤングスキニー
- 4月「ガーリーボーイ」／グソクムズ
- 5月「Night Walk」／Quw
- 6月「DEAD」／中嶋イッキュウ
- 7月「ふたりのBGM feat.土岐麻子」／GOOD BYE APRIL
- 8月「糸しいひと」／汐れいら
- 9月「Flora」／AMEFURASSHI
- 10月「アイノリユニオン」／pachae
- 11月「ワークソング」／jo0ji
- 12月「アカイロ」／Hana Hope

### 2025年（令和7年）
- 1月「奥二重で見る」／ハク。
- 2月「Send To You」／luv
- 3月「あかるい秘密結社」／ポップしなないで
- 4月「ラプソディ」／BILLY BOO
- 5月「SHYBOY」／Baby Canta
- 6月「旧世界旅行」／PK shampoo
- 7月「おやすみ、また来世。」／ミスフィットプラネット
- 8月「赤いワインに涙が…」／ブランデー戦記

## その他
- 2001年夏に5局合同のライブイベントがBIG CATにて開催された。出演アーティストはFANTA ZERO COASTERなど数組。司会として当時放送されていた番組から代表して芦沢誠（『ABCミュージックパラダイス』）、増田英彦・川原ちかよ（『OBCブンブンリクエスト』）、池田奈月（ラジオ関西『とれたて奈月のビタミンK』）など各局より1～2人ずつが参加した。